# Lamprocryptus gracilis
Lamprocryptus gracilis là một loài tò vò trong họ Ichneumonidae.